# Parastasia vietnamensis
Parastasia vietnamensis är en skalbaggsart som beskrevs av Yuiti Wada 2008. Parastasia vietnamensis ingår i släktet Parastasia och familjen Rutelidae. Inga underarter finns listade i Catalogue of Life.